# Kalkofenanlage Steinbruch Zillertal

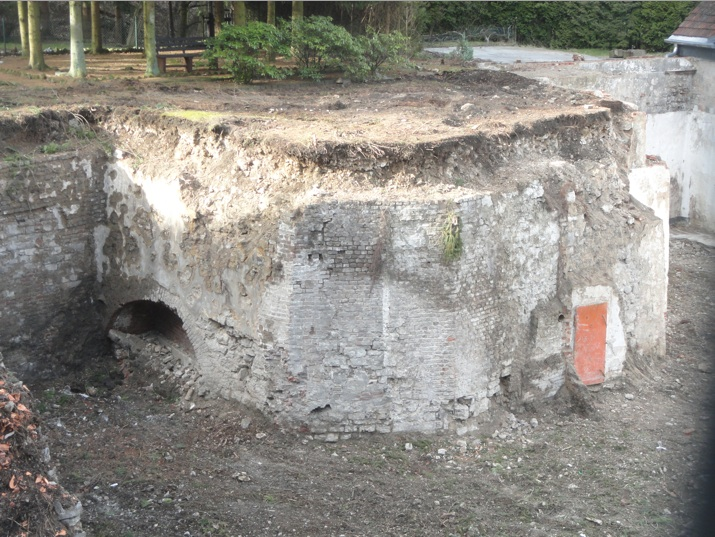
Kalköfen Zillertal (Aufnahme 2014)

Die Kalkofenanlage Steinbruch Zillertal ist ein Baudenkmal in Bergisch Gladbach.

## Geschichte
Die Kalksteinbrüche am Nordhang des Quirlsberges wurden ab etwa 1840 großflächig genutzt. Am östlichen Ende befindet sich eine Kalkofenanlage, die mit einer Inschrifttafel „A.Grah 1875“ gekennzeichnet ist. Sie verweist auf den Eigentümer und Bauherren Albert Grah, der sein Kalkwerk 1876 an Lewin Graf von Wolff-Metternich zu Lerbach verkaufte. Dieser veräußerte das Anwesen bereits 1878 weiter an die Kölner Familie Mahlberg, die es später unter dem Namen Josef Kleefuß betrieb. Um 1905 wurde die Anlage stillgelegt. Die Schutzdächer vor den Öfen wurden von dem Spediteur Überberg als Lager- und Garagenräume umgenutzt, und später erneuert. Zeitweise befand sich hier ein Bus-Depot der Kraftverkehr Wupper-Sieg. Das ehemalige Kalkmahlwerk wurde 1910 zu einem Wohnhaus umgebaut und 1986 abgebrochen.
Die Kalköfen dienten während des Zweiten Weltkrieges als Luftschutzbunker. Ende 2013 wurden die Öfen durch Abbruch des Gewerbegebäudes freigelegt. 2021 wurde auch das Wohnhaus am nördlichen Ende der Ofenanlage abgebrochen und Vermauerungen und Türen der Zugänge zu den Abzugsöffnungen (Tunnel zum unteren Ende der Brennkammern) geöffnet.

## Baudenkmal
Der Kalkofen wurde 1991 als Baudenkmal unter Nr. 149 in die Liste der Baudenkmäler in Bergisch Gladbach eingetragen. Dabei wurde insbesondere ihr Zeugniswert für die einst stark verbreitete Bergisch Gladbacher Kalkindustrie sowie die anschauliche Nachbarschaft zu den Steinbrüchen am Quirlsberg hervorgehoben.
Der Bergische Geschichtsverein Rhein-Berg und der Rheinische Verein für Denkmalpflege und Landschaftsschutz, Regionalverband Köln, stellten am 2. Juni 2015 den Kalköfen als „Denkmal des Monats“ vor. Das Evangelische Krankenhaus Bergisch Gladbach ist Eigentümer des Grundstücks und möchte auf diesem Gelände sein Parkhaus weiter nach Westen ausbauen. Dabei wird der Kalkofen mit einbezogen. Dann wäre der Ofen auch von oben zum Beispiel gegen Witterungseinflüsse geschützt.

## Zustand April 2022

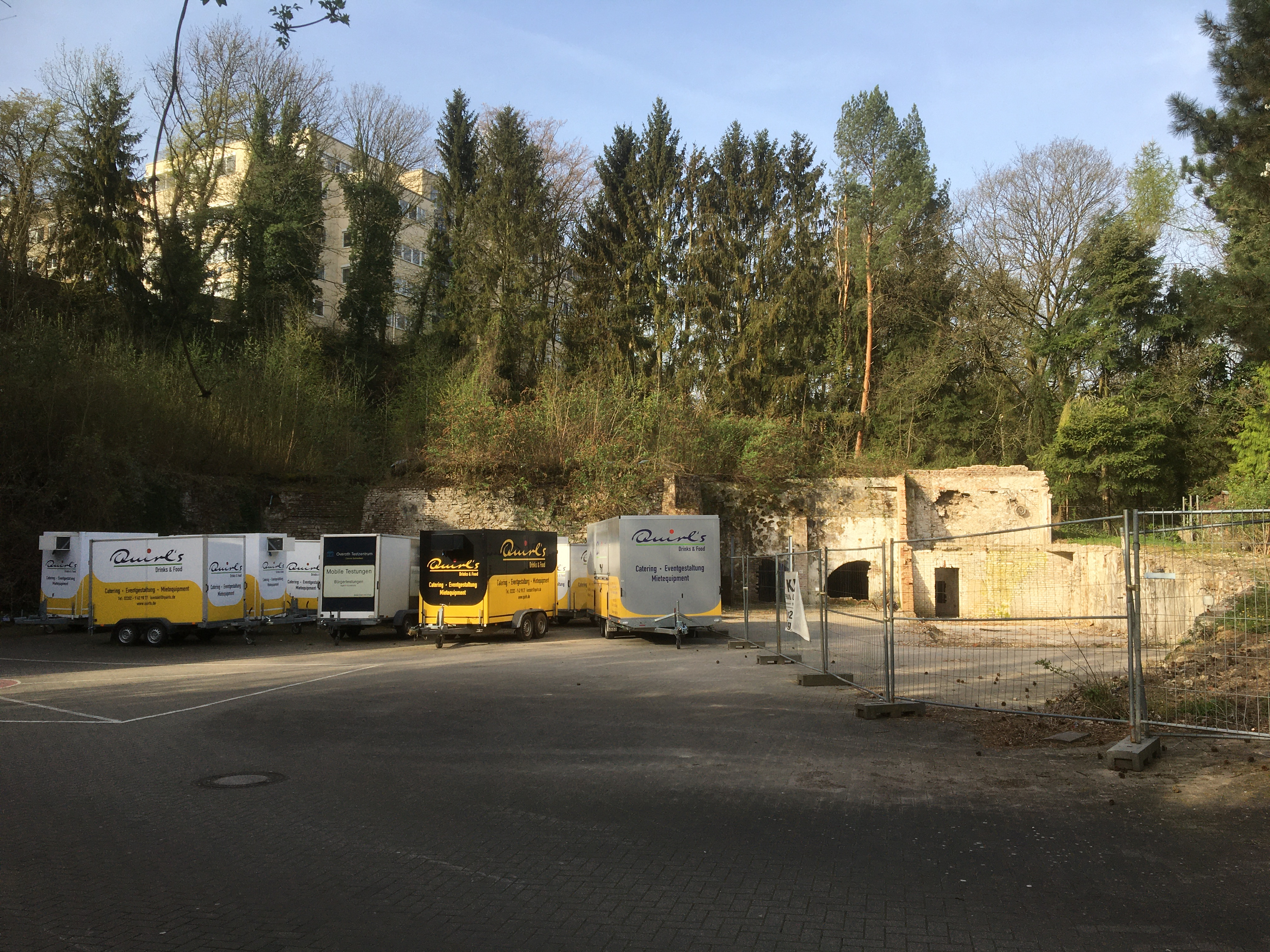
Gesamtansicht April 2022
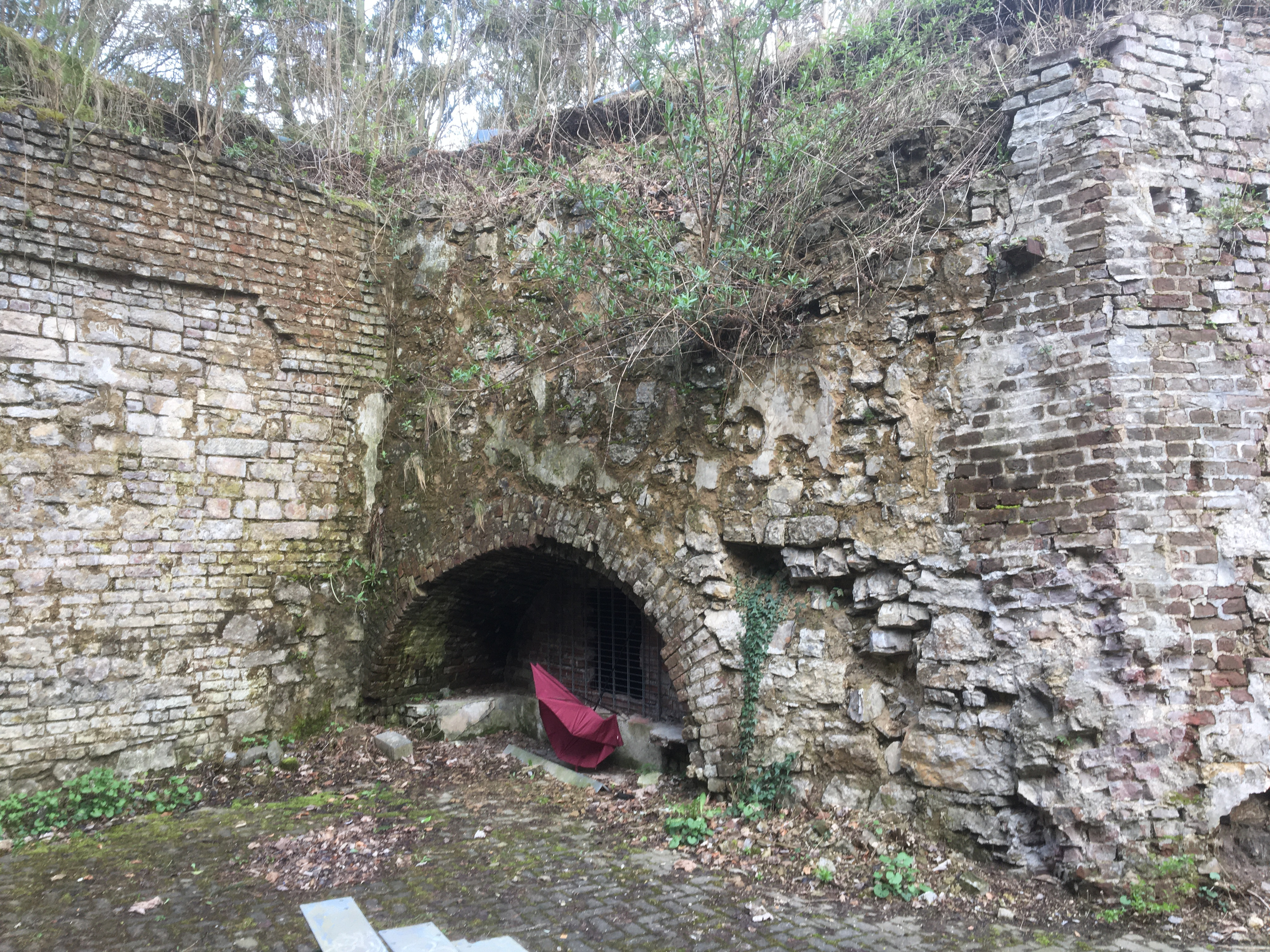
Südlicher Ofen und Rückwand
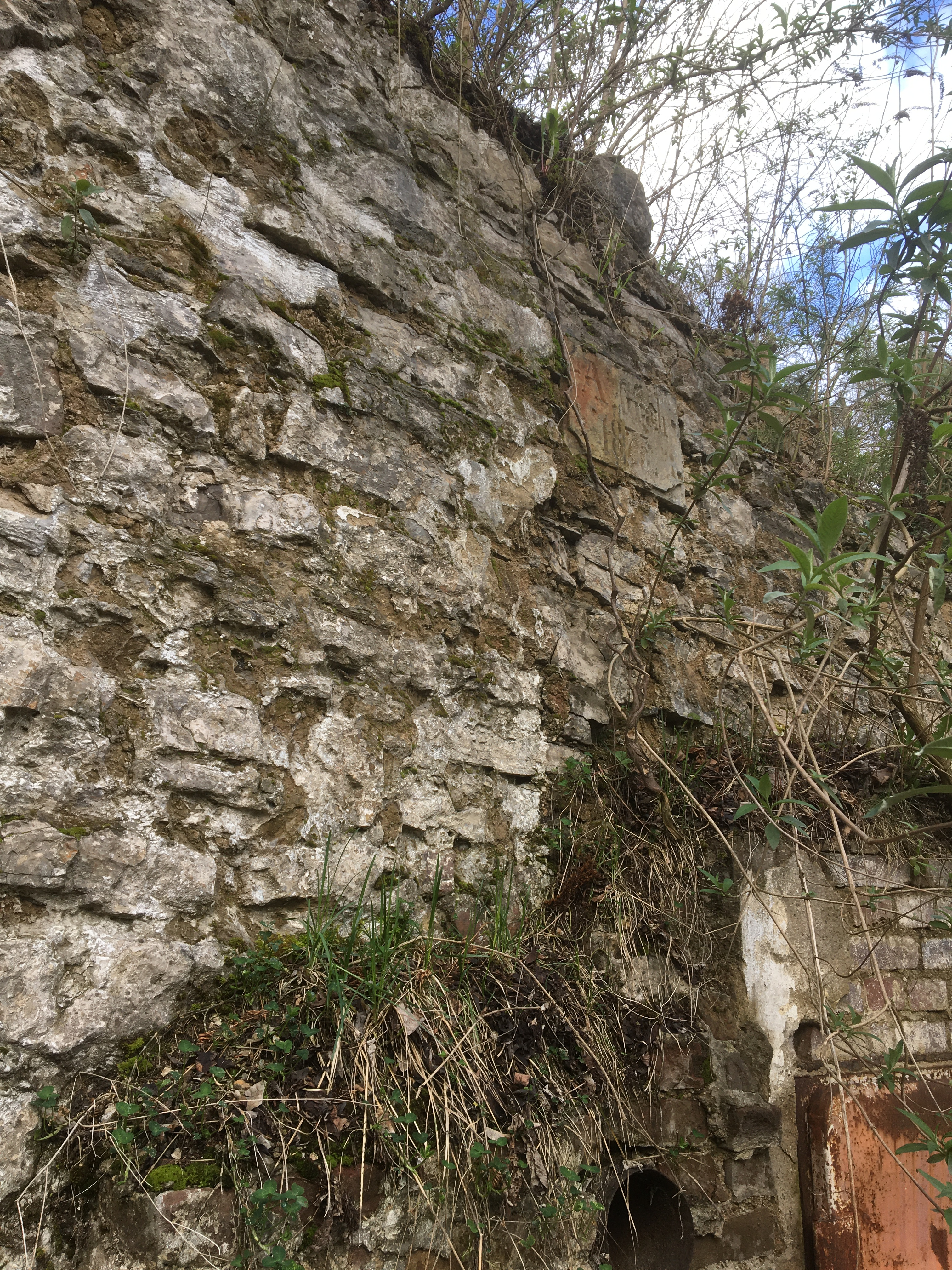
Inschrifttafel „Grah 1875“
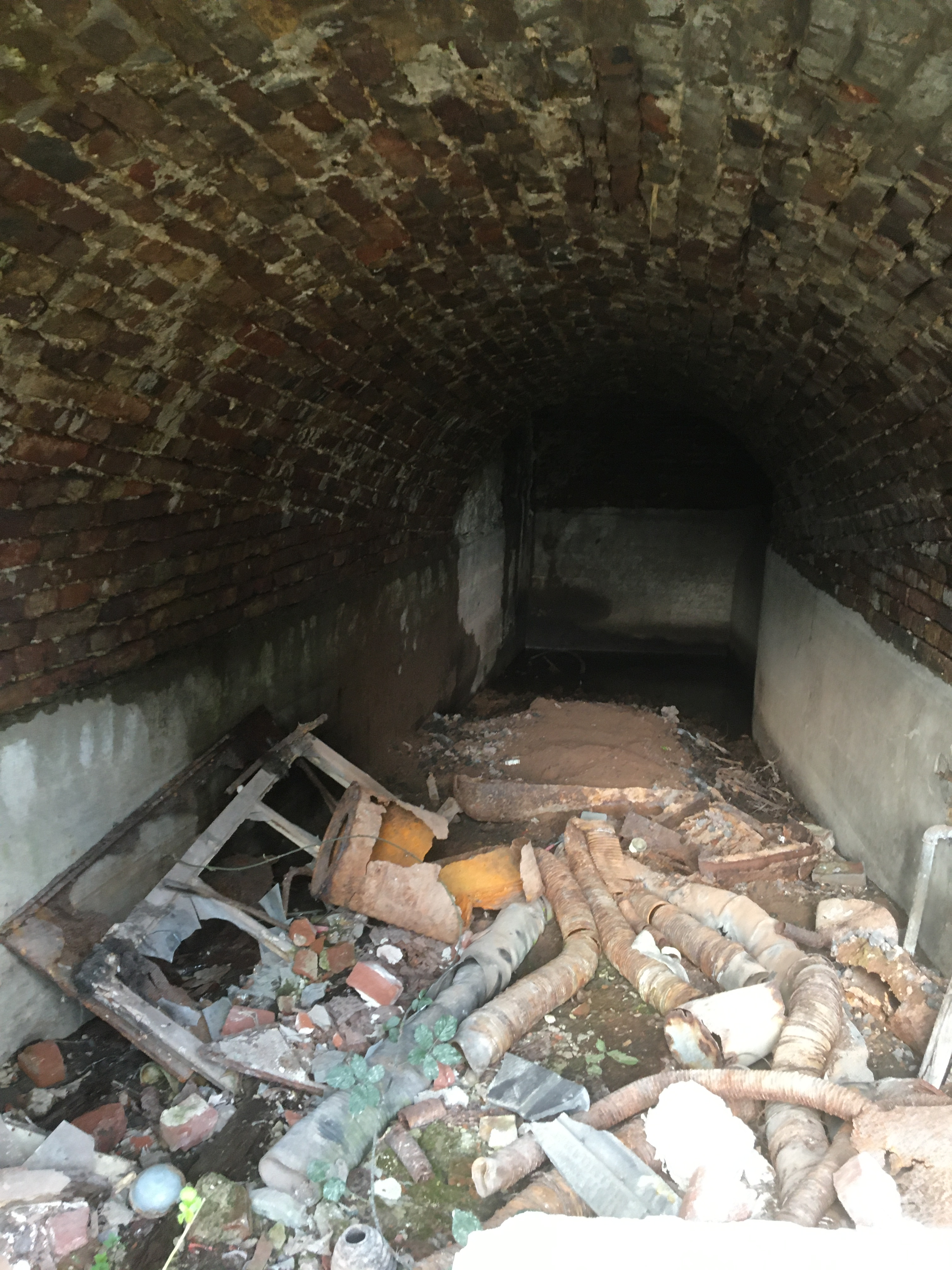
Nördlicher Ofen, Bediengang
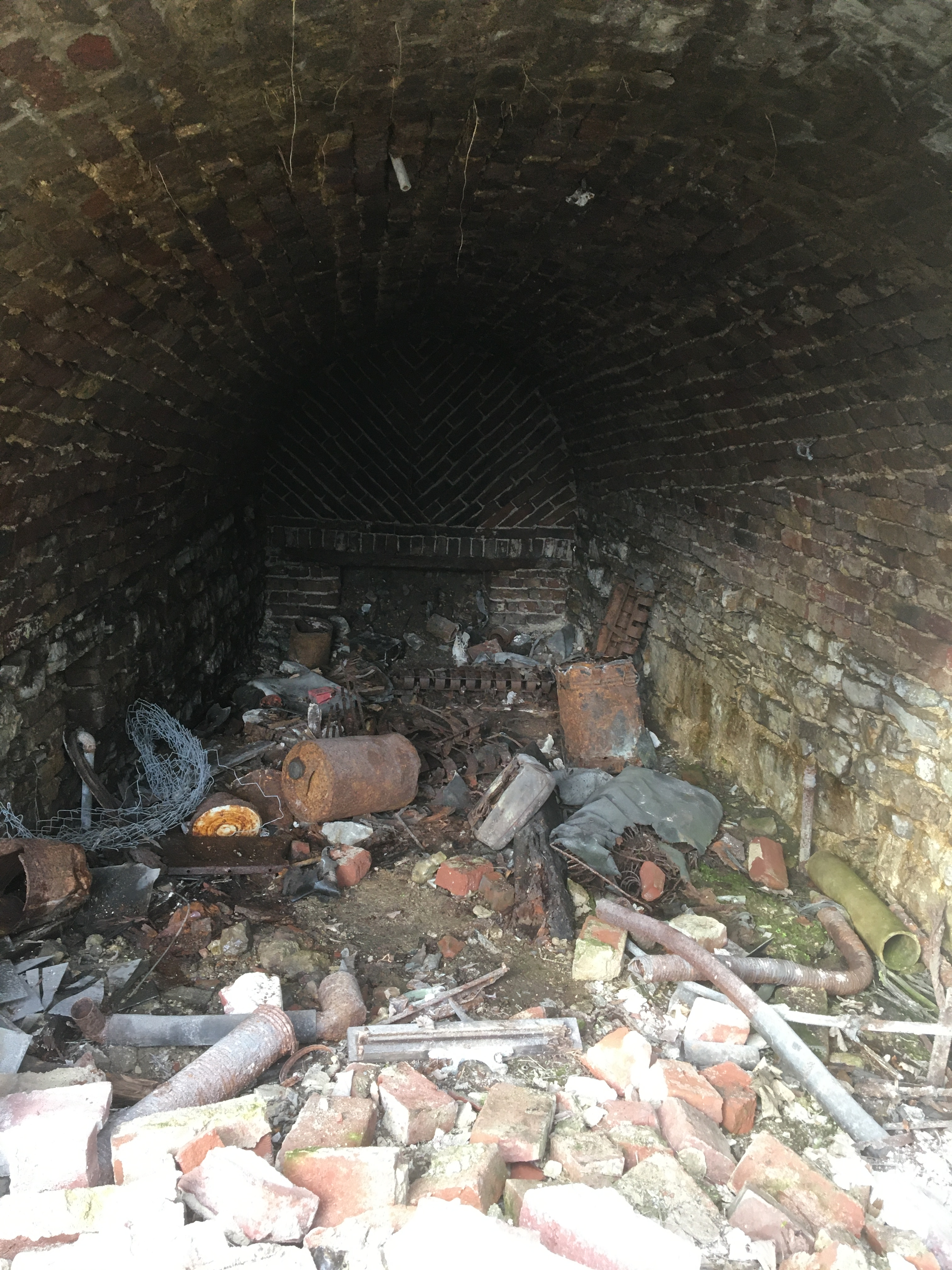
Nördlicher Ofen, Abzugsöffnung